# Mysiadło

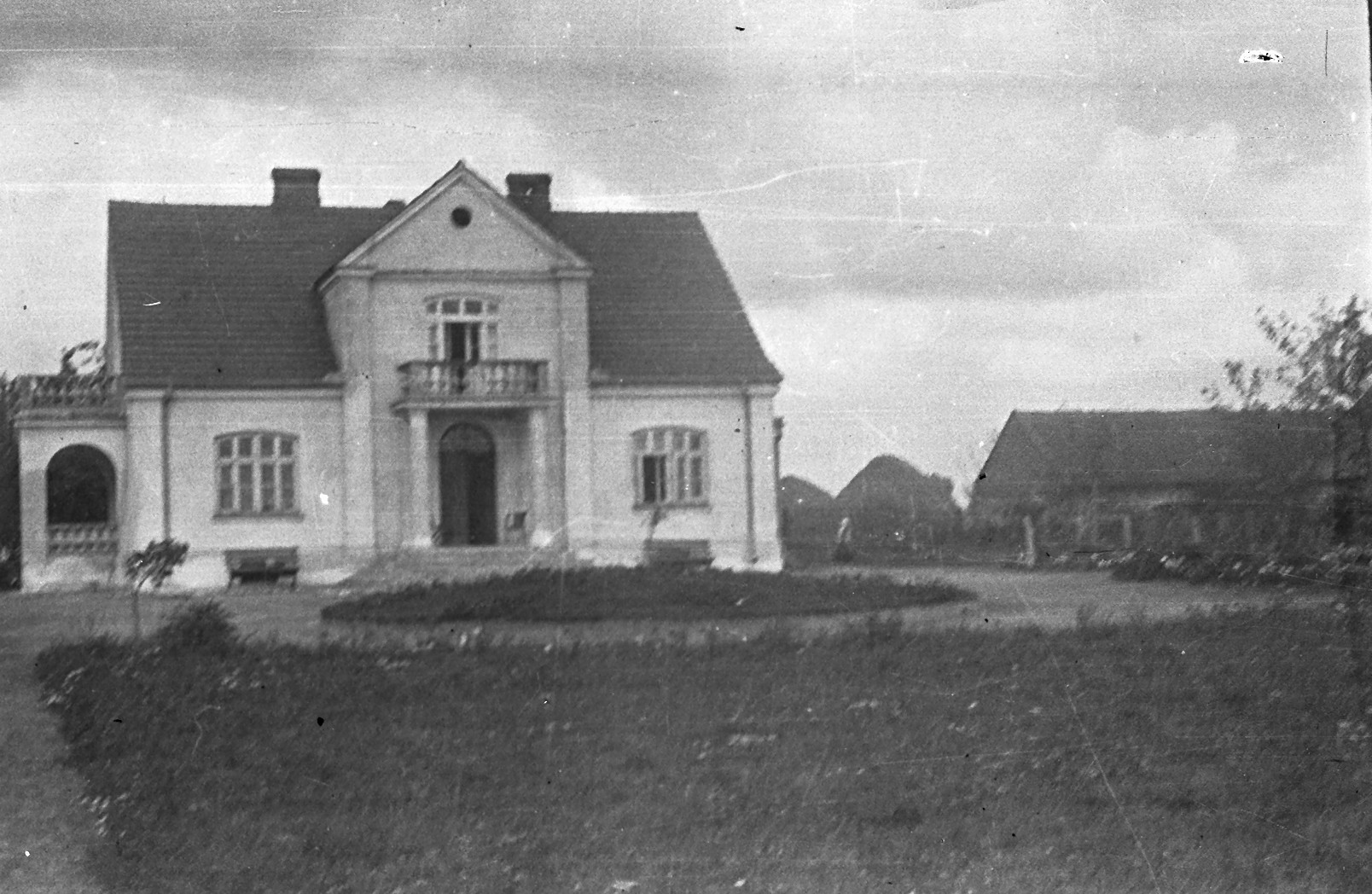
Willa Mysiadło (Myszadło), dom Ryszarda Eisele, (ok. 1935)

Mysiadło – wieś sołecka w Polsce położona w województwie mazowieckim, w powiecie piaseczyńskim, w gminie Lesznowola.
W roku 2021 w Mysiadle mieszkało 4217 mieszkańców, z czego 52,1% stanowiły kobiety, a 47,9% mężczyźni.

## Położenie
Mysiadło położone jest przy południowej granicy Warszawy (Dąbrówka), ok. 2 km od Piaseczna. Leży przy drodze krajowej  na odcinku Warszawa - Piaseczno.

## Przynależność administracyjna
| Okres     | Jednostka administracyjna | Jednostka administracyjna | Jednostka administracyjna |
| --------- | ------------------------- | ------------------------- | ------------------------- |
| 1975–1998 | województwo warszawskie   | województwo warszawskie   | gmina Lesznowola          |
| 1999–     | województwo mazowieckie   | powiat piaseczyński       | gmina Lesznowola          |

## Nazwa
Charakterystyczna nazwa wsi wywodzi się od nazwy bagna Myszadlo (widocznego na planie z 1780 roku).

## Historia
Od drugiej połowy XIX wieku, Mysiadło było intensywnie kolonizowane przez osadników niemieckich. We wsi znajduje się willa Ryszarda Eiselego, potomka kolonistów niemieckich. W latach 1983–1995 we wsi znajdował się przystanek linii trolejbusowej nr 51 łączącej Warszawę z Piasecznem.